# Mont Ventoux Dénivelé Challenges 2022
La 4e édition du CIC - Mont Ventoux Dénivelé Challenges fait partie du calendrier UCI Europe Tour 2022 en catégorie 1.1.

## Équipes
Classée en catégorie 1.1 de l'UCI Europe Tour, le CIC - Mont Ventoux Dénivelé Challenges est par conséquent ouverte aux WorldTeams dans la limite de 50 % des équipes participantes, aux équipes continentales professionnelles, aux équipes continentales et aux équipes nationales.
Dix-huit équipes participent à cette course : six WorldTeams, sept équipes continentales professionnelles et cinq équipes continentales.
| WorldTeams (6)- Cofidis - AG2R Citroën Team - Trek-Segafredo - Astana Qazaqstan Team - Groupama-FDJ - Movistar Team ProTeams (7)- Arkéa-Samsic - Caja Rural-Seguros RGA - TotalEnergies - B&B Hotels-KTM - Equipo Kern Pharma - Uno-X Pro Cycling Team - Burgos-BH Équipes continentales (5)- Saint Michel-Auber 93 - Go Sport-Roubaix Lille Métropole - Nice Métropole Côte d'Azur - UC Nantes Atlantique - Electro Hiper Europa-Caldas |
| |

## Parcours de la course
Le parcours de l'édition masculine emprunte celui de l'édition féminine, courue le matin même, mais dans une distance plus longue, avec un passage supplémentaire au sommet du Géant de Provence. Au départ de Vaison-la-Romaine, le trajet prend la direction de Malaucène, puis du col de la Madeleine et de Bédoin, pour rejoindre Flassan. Les coureurs vont rejoindre le chalet Reynard, via la route de Sault, qu'ils retrouveront en passant par le col de la Gabelle, Monieux, et le rocher du cire. Après un passage au sommet du Mont Ventoux, la course continue vers Malaucène, pour un second passage à Bédoin, ou les coureurs vont grimper l'accès mythique vers le sommet, souvent utilisé par le Tour de France. L'arrivée se jugera au sommet du Mont Ventoux, après 154 km de route.

## Classement final
| \| Classement général \| Classement général \| Classement général \| Classement général \| Classement général \| \| Coureur \| Coureur \| Pays \| Équipe \| Temps \| \| ------------------ \| ------------------ \| ------------------ \| ---------------------- \| ------------------ \| \| 1er \| Ruben Guerreiro \| Portugal \| EF Education-EasyPost \| 4 h 32 min 35 s \| \| 2e \| Esteban Chaves \| Colombie \| EF Education-EasyPost \| + 53 s \| \| 3e \| Michael Storer \| Australie \| Groupama-FDJ \| + 1 min 28 s \| \| 4e \| Tobias Johannessen \| Norvège \| Uno-X Pro Cycling Team \| + 2 min 00 s \| \| 5e \| Guillaume Martin \| France \| Cofidis \| + 2 min 15 s \| \| 6e \| Cristian Rodríguez \| Espagne \| TotalEnergies \| + 2 min 28 s \| \| 7e \| Carlos Verona \| Espagne \| Movistar Team \| + 2 min 30 s \| \| 8e \| Andrey Zeits \| Kazakhstan \| Astana Qazaqstan Team \| + 2 min 55 s \| \| 9e \| Roger Adrià \| Espagne \| Equipo Kern Pharma \| + 3 min 08 s \| \| 10e \| Attila Valter \| Hongrie \| Groupama-FDJ \| + 3 min 14 s \| |                    |            |                        |                 |
| |                    |            |                        |                 |
| |                    |            |                        |                 |
| Classement général |                    |            |                        |                 |
| Coureur | Coureur            | Pays       | Équipe                 | Temps           |
| 1er | Ruben Guerreiro    | Portugal   | EF Education-EasyPost  | 4 h 32 min 35 s |
| 2e | Esteban Chaves     | Colombie   | EF Education-EasyPost  | + 53 s          |
| 3e | Michael Storer     | Australie  | Groupama-FDJ           | + 1 min 28 s    |
| 4e | Tobias Johannessen | Norvège    | Uno-X Pro Cycling Team | + 2 min 00 s    |
| 5e | Guillaume Martin   | France     | Cofidis                | + 2 min 15 s    |
| 6e | Cristian Rodríguez | Espagne    | TotalEnergies          | + 2 min 28 s    |
| 7e | Carlos Verona      | Espagne    | Movistar Team          | + 2 min 30 s    |
| 8e | Andrey Zeits       | Kazakhstan | Astana Qazaqstan Team  | + 2 min 55 s    |
| 9e | Roger Adrià        | Espagne    | Equipo Kern Pharma     | + 3 min 08 s    |
| 10e | Attila Valter      | Hongrie    | Groupama-FDJ           | + 3 min 14 s    |

## Classements UCI
La course attribue le même nombre de points pour l'UCI Europe Tour 2021 et le Classement mondial UCI (pour tous les coureurs), avec le barème suivant :
| Position           | 1er | 2e | 3e | 4e | 5e | 6e | 7e et 8e | 9e | 10e | 11e | 12e | 13e à 15e | 16e à 25e |
| Classement général | 125 | 85 | 70 | 60 | 50 | 40 | 30       | 25 | 20  | 15  | 10  | 5         | 3         |

## Prix versés
La course attribue un total de 14 520 euros, répartie comme suit :
| Position           | 1er     | 2e      | 3e      | 4e    | 5e    | 6e    | 7e et 8e | 10e à 25e |
| Classement général | 5 785 € | 2 895 € | 1 445 € | 715 € | 580 € | 435 € | 290 €    | 150 €     |

Le meilleur jeune, vainqueur du " trophée Lapierre ", a 500 € d'attribué, le prix du meilleur combatif " Prix du public " a 300 € d'attribué.

## Liste des participants
| Cofidis COF | Cofidis COF               | Cofidis COF |
| ----------- | ------------------------- | ----------- |
| Num         | Coureur                   | Pos         |
| 1           | Jesús Herrada (ESP)       |             |
| 2           | Victor Lafay (FRA)        |             |
| 3           | Pierre-Luc Périchon (FRA) |             |
| 4           | François Bidard (FRA)     |             |
| 5           | Thomas Champion (FRA)     |             |
| 6           | Rubén Fernández (ESP)     |             |
| 7           | Alexandre Delettre (FRA)  |             |

| Movistar Team MOV | Movistar Team MOV                  | Movistar Team MOV |
| ----------------- | ---------------------------------- | ----------------- |
| Num               | Coureur                            | Pos               |
| 11                | Abner González (PUR)               |                   |
| 12                | Juri Hollmann (GER)                |                   |
| 13                | Lluís Mas (ESP)                    |                   |
| 14                | Mathias Norsgaard (DEN)            |                   |
| 15                | Antonio Pedrero (ESP)              |                   |
| 16                | Óscar Rodríguez Garaicoechea (ESP) |                   |
| 17                | Iván Sosa (COL)                    |                   |

| Trek-Segafredo TFS | Trek-Segafredo TFS      | Trek-Segafredo TFS |
| ------------------ | ----------------------- | ------------------ |
| Num                | Coureur                 | Pos                |
| 21                 | Jon Aberasturi (ESP)    |                    |
| 22                 | Asbjørn Hellemose (DEN) |                    |
| 23                 | Juan Pedro López (ESP)  |                    |
| 24                 | Jacopo Mosca (ITA)      |                    |
| 25                 | Mattias Skjelmose (DEN) |                    |
| 26                 | Antwan Tolhoek (NED)    |                    |

| Astana Qazaqstan Team AST | Astana Qazaqstan Team AST    | Astana Qazaqstan Team AST |
| ------------------------- | ---------------------------- | ------------------------- |
| Num                       | Coureur                      | Pos                       |
| 31                        | Stefan de Bod (RSA)          |                           |
| 32                        | Yevgeniy Fedorov (KAZ)       |                           |
| 33                        | Yuriy Natarov (KAZ)          |                           |
| 34                        | Nurbergen Nurlykhassym (KAZ) |                           |
| 35                        | Javier Romo (ESP)            |                           |
| 36                        | Simone Velasco (ITA)         |                           |
| 37                        | Andrey Zeits (KAZ)           |                           |

| Groupama-FDJ GFC | Groupama-FDJ GFC        | Groupama-FDJ GFC |
| ---------------- | ----------------------- | ---------------- |
| Num              | Coureur                 | Pos              |
| 41               | Olivier Le Gac (FRA)    |                  |
| 42               | Valentin Madouas (FRA)  |                  |
| 43               | Rudy Molard (FRA)       |                  |
| 44               | Michael Storer (AUS)    |                  |
| 45               | Lars van den Berg (NED) |                  |
| 46               | Attila Valter (HUN)     |                  |
| 47               | Finlay Pickering (GBR)  |                  |

| AG2R Citroën Team ACT | AG2R Citroën Team ACT        | AG2R Citroën Team ACT |
| --------------------- | ---------------------------- | --------------------- |
| Num                   | Coureur                      | Pos                   |
| 51                    | Lilian Calmejane (FRA)       |                       |
| 52                    | Mikaël Cherel (FRA)          |                       |
| 53                    | Felix Gall (AUT)             |                       |
| 54                    | Jaakko Hänninen (FIN)        |                       |
| 55                    | Valentin Paret-Peintre (FRA) |                       |
| 56                    | Nans Peters (FRA)            |                       |
| 57                    | Nicolas Prodhomme (FRA)      |                       |

| Israel-Premier Tech IPT | Israel-Premier Tech IPT  | Israel-Premier Tech IPT |
| ----------------------- | ------------------------ | ----------------------- |
| Num                     | Coureur                  | Pos                     |
| 61                      | Sebastian Berwick (AUS)  |                         |
| 62                      | Alexander Cataford (CAN) |                         |
| 63                      | Christopher Froome (GBR) |                         |
| 64                      | Omer Goldstein (ISR)     |                         |
| 65                      | Carl Fredrik Hagen (NOR) |                         |
| 66                      | Guy Niv (ISR)            |                         |
| 67                      | Michael Woods (CAN)      |                         |

| Arkéa-Samsic ARK | Arkéa-Samsic ARK        | Arkéa-Samsic ARK |
| ---------------- | ----------------------- | ---------------- |
| Num              | Coureur                 | Pos              |
| 71               | Winner Anacona (COL)    |                  |
| 72               | Anthony Delaplace (FRA) |                  |
| 73               | Nicolas Edet (FRA)      |                  |
| 74               | Łukasz Owsian (POL)     |                  |
| 75               | Dayer Quintana (COL)    |                  |
| 76               | Michel Ries (LUX)       |                  |
| 77               | Alessandro Verre (ITA)  |                  |

| Caja Rural-Seguros RGA CJR | Caja Rural-Seguros RGA CJR | Caja Rural-Seguros RGA CJR |
| -------------------------- | -------------------------- | -------------------------- |
| Num                        | Coureur                    | Pos                        |
| 81                         | Jefferson Cepeda (ECU)     |                            |
| 82                         | Mikel Nieve (ESP)          |                            |
| 83                         | Julen Amézqueta (ESP)      |                            |
| 84                         | David González López (ESP) |                            |
| 85                         | Calum Johnston (GBR)       |                            |
| 86                         | Jokin Murguialday (ESP)    |                            |
| 87                         | Yesid Pira (COL)           |                            |

| TotalEnergies TEN | TotalEnergies TEN        | TotalEnergies TEN |
| ----------------- | ------------------------ | ----------------- |
| Num               | Coureur                  | Pos               |
| 91                | Jérémy Cabot (FRA)       |                   |
| 92                | Víctor de la Parte (ESP) |                   |
| 93                | Fabien Grellier (FRA)    |                   |
| 94                | Alan Jousseaume (FRA)    |                   |
| 95                | Cristian Rodríguez (ESP) |                   |
| 96                | Julien Simon (FRA)       |                   |
| 97                | Geoffrey Soupe (FRA)     |                   |

| B&B Hotels-KTM BBK | B&B Hotels-KTM BBK          | B&B Hotels-KTM BBK |
| ------------------ | --------------------------- | ------------------ |
| Num                | Coureur                     | Pos                |
| 101                | Thibault Ferasse (FRA)      |                    |
| 102                | Cyril Gautier (FRA)         |                    |
| 103                | Jonathan Hivert (FRA)       |                    |
| 104                | Victor Koretzky (FRA)       |                    |
| 105                | Eliot Lietaer (BEL)         |                    |
| 106                | Pierre Rolland (FRA)        |                    |
| 107                | Sebastian Schönberger (AUT) |                    |

| Equipo Kern Pharma EKP | Equipo Kern Pharma EKP | Equipo Kern Pharma EKP |
| ---------------------- | ---------------------- | ---------------------- |
| Num                    | Coureur                | Pos                    |
| 111                    | José Félix Parra (ESP) |                        |
| 112                    | Jon Agirre (ESP)       |                        |
| 113                    | Jaime Castrillo (ESP)  |                        |
| 114                    | Daniel Méndez (COL)    |                        |
| 115                    | Jordi López (ESP)      |                        |
| 116                    | Álex Jaime (ESP)       |                        |
| 117                    | Diego López (ESP)      |                        |

| Uno-X Pro Cycling Team UXT | Uno-X Pro Cycling Team UXT | Uno-X Pro Cycling Team UXT |
| -------------------------- | -------------------------- | -------------------------- |
| Num                        | Coureur                    | Pos                        |
| 121                        | Anders Johannessen (NOR)   |                            |
| 122                        | Jacob Hindsgaul (DEN)      |                            |
| 123                        | Ådne Holter (NOR)          |                            |
| 124                        | Sindre Kulset (NOR)        |                            |
| 125                        | Kristian Kulset (NOR)      |                            |
| 126                        | Fredrik Dversnes (NOR)     |                            |
| 127                        | Syver Wærsted (NOR)        |                            |

| Burgos-BH BBH | Burgos-BH BBH            | Burgos-BH BBH |
| ------------- | ------------------------ | ------------- |
| Num           | Coureur                  | Pos           |
| 131           | Daniel Navarro (ESP)     |               |
| 132           | Ander Okamika (ESP)      |               |
| 133           | Pelayo Sánchez (ESP)     |               |
| 134           | Mario Aparicio (ESP)     |               |
| 135           | Adrià Moreno (ESP)       |               |
| 136           | Óscar Cabedo (ESP)       |               |
| 137           | Victor Langellotti (MON) |               |

| Saint Michel-Auber 93 AUB | Saint Michel-Auber 93 AUB  | Saint Michel-Auber 93 AUB |
| ------------------------- | -------------------------- | ------------------------- |
| Num                       | Coureur                    | Pos                       |
| 141                       | Romain Cardis (FRA)        |                           |
| 142                       | Nicolas Debeaumarché (FRA) |                           |
| 143                       | Stéphane Rossetto (FRA)    |                           |
| 144                       | Joris Delbove (FRA)        |                           |
| 145                       | Anthony Maldonado (FRA)    |                           |
| 146                       | Yoann Paillot (FRA)        |                           |
| 147                       | Flavien Maurelet (FRA)     |                           |

| Go Sport-Roubaix Lille Métropole GRL | Go Sport-Roubaix Lille Métropole GRL | Go Sport-Roubaix Lille Métropole GRL |
| ------------------------------------ | ------------------------------------ | ------------------------------------ |
| Num                                  | Coureur                              | Pos                                  |
| 151                                  | Clément Carisey (FRA)                |                                      |
| 152                                  | Thomas Denis (FRA)                   |                                      |
| 153                                  | Jérémy Leveau (FRA)                  |                                      |
| 154                                  | Tom Mainguenaud (FRA)                |                                      |
| 155                                  | Evaldas Šiškevičius (LTU)            |                                      |

| Team U Nantes Atlantique 194 | Team U Nantes Atlantique 194  | Team U Nantes Atlantique 194 |
| ---------------------------- | ----------------------------- | ---------------------------- |
| Num                          | Coureur                       | Pos                          |
| 161                          | Louis Barré (FRA)             |                              |
| 162                          | Jordan Jegat (FRA)            |                              |
| 163                          | Yaël Joalland (FRA)           |                              |
| 164                          | Mathias Le Turnier (FRA)      |                              |
| 165                          | Axel Mariault (FRA)           |                              |
| 166                          | Louis Richard (FRA)           |                              |
| 167                          | Florian Richard Andrade (FRA) |                              |

| Nice Métropole Côte d'Azur NMC | Nice Métropole Côte d'Azur NMC | Nice Métropole Côte d'Azur NMC |
| ------------------------------ | ------------------------------ | ------------------------------ |
| Num                            | Coureur                        | Pos                            |
| 181                            | Antoine Berlin (MON)           |                                |
| 182                            | Julien Amadori (FRA)           |                                |
| 183                            | Édouard Bonnefoix (FRA)        |                                |
| 184                            | Jonathan Couanon (FRA)         |                                |
| 185                            | Tristan Delacroix (FRA)        |                                |
| 186                            | Paul Hennequin (FRA)           |                                |
| 187                            | Andrea Mifsud                  |                                |

| EF Education-EasyPost EFE | EF Education-EasyPost EFE | EF Education-EasyPost EFE |
| ------------------------- | ------------------------- | ------------------------- |
| Num                       | Coureur                   | Pos                       |
| 191                       | Diego Camargo (COL)       |                           |
| 192                       | Simon Carr (GBR)          |                           |
| 193                       | Esteban Chaves (COL)      |                           |
| 194                       | Ruben Guerreiro (POR)     |                           |
| 195                       | Merhawi Kudus (ERI)       |                           |
| 196                       | Georg Steinhauser (GER)   |                           |
| 197                       | Łukasz Wiśniowski (POL)   |                           |

| Cofidis COF | Cofidis COF               | Cofidis COF |
| ----------- | ------------------------- | ----------- |
| Num         | Coureur                   | Pos         |
| 1           | Jesús Herrada (ESP)       |             |
| 2           | Victor Lafay (FRA)        |             |
| 3           | Pierre-Luc Périchon (FRA) |             |
| 4           | François Bidard (FRA)     |             |
| 5           | Thomas Champion (FRA)     |             |
| 6           | Rubén Fernández (ESP)     |             |
| 7           | Alexandre Delettre (FRA)  |             |

| Movistar Team MOV | Movistar Team MOV                  | Movistar Team MOV |
| ----------------- | ---------------------------------- | ----------------- |
| Num               | Coureur                            | Pos               |
| 11                | Abner González (PUR)               |                   |
| 12                | Juri Hollmann (GER)                |                   |
| 13                | Lluís Mas (ESP)                    |                   |
| 14                | Mathias Norsgaard (DEN)            |                   |
| 15                | Antonio Pedrero (ESP)              |                   |
| 16                | Óscar Rodríguez Garaicoechea (ESP) |                   |
| 17                | Iván Sosa (COL)                    |                   |

| Trek-Segafredo TFS | Trek-Segafredo TFS      | Trek-Segafredo TFS |
| ------------------ | ----------------------- | ------------------ |
| Num                | Coureur                 | Pos                |
| 21                 | Jon Aberasturi (ESP)    |                    |
| 22                 | Asbjørn Hellemose (DEN) |                    |
| 23                 | Juan Pedro López (ESP)  |                    |
| 24                 | Jacopo Mosca (ITA)      |                    |
| 25                 | Mattias Skjelmose (DEN) |                    |
| 26                 | Antwan Tolhoek (NED)    |                    |

| Astana Qazaqstan Team AST | Astana Qazaqstan Team AST    | Astana Qazaqstan Team AST |
| ------------------------- | ---------------------------- | ------------------------- |
| Num                       | Coureur                      | Pos                       |
| 31                        | Stefan de Bod (RSA)          |                           |
| 32                        | Yevgeniy Fedorov (KAZ)       |                           |
| 33                        | Yuriy Natarov (KAZ)          |                           |
| 34                        | Nurbergen Nurlykhassym (KAZ) |                           |
| 35                        | Javier Romo (ESP)            |                           |
| 36                        | Simone Velasco (ITA)         |                           |
| 37                        | Andrey Zeits (KAZ)           |                           |

| Groupama-FDJ GFC | Groupama-FDJ GFC        | Groupama-FDJ GFC |
| ---------------- | ----------------------- | ---------------- |
| Num              | Coureur                 | Pos              |
| 41               | Olivier Le Gac (FRA)    |                  |
| 42               | Valentin Madouas (FRA)  |                  |
| 43               | Rudy Molard (FRA)       |                  |
| 44               | Michael Storer (AUS)    |                  |
| 45               | Lars van den Berg (NED) |                  |
| 46               | Attila Valter (HUN)     |                  |
| 47               | Finlay Pickering (GBR)  |                  |

| AG2R Citroën Team ACT | AG2R Citroën Team ACT        | AG2R Citroën Team ACT |
| --------------------- | ---------------------------- | --------------------- |
| Num                   | Coureur                      | Pos                   |
| 51                    | Lilian Calmejane (FRA)       |                       |
| 52                    | Mikaël Cherel (FRA)          |                       |
| 53                    | Felix Gall (AUT)             |                       |
| 54                    | Jaakko Hänninen (FIN)        |                       |
| 55                    | Valentin Paret-Peintre (FRA) |                       |
| 56                    | Nans Peters (FRA)            |                       |
| 57                    | Nicolas Prodhomme (FRA)      |                       |

| Israel-Premier Tech IPT | Israel-Premier Tech IPT  | Israel-Premier Tech IPT |
| ----------------------- | ------------------------ | ----------------------- |
| Num                     | Coureur                  | Pos                     |
| 61                      | Sebastian Berwick (AUS)  |                         |
| 62                      | Alexander Cataford (CAN) |                         |
| 63                      | Christopher Froome (GBR) |                         |
| 64                      | Omer Goldstein (ISR)     |                         |
| 65                      | Carl Fredrik Hagen (NOR) |                         |
| 66                      | Guy Niv (ISR)            |                         |
| 67                      | Michael Woods (CAN)      |                         |

| Arkéa-Samsic ARK | Arkéa-Samsic ARK        | Arkéa-Samsic ARK |
| ---------------- | ----------------------- | ---------------- |
| Num              | Coureur                 | Pos              |
| 71               | Winner Anacona (COL)    |                  |
| 72               | Anthony Delaplace (FRA) |                  |
| 73               | Nicolas Edet (FRA)      |                  |
| 74               | Łukasz Owsian (POL)     |                  |
| 75               | Dayer Quintana (COL)    |                  |
| 76               | Michel Ries (LUX)       |                  |
| 77               | Alessandro Verre (ITA)  |                  |

| Caja Rural-Seguros RGA CJR | Caja Rural-Seguros RGA CJR | Caja Rural-Seguros RGA CJR |
| -------------------------- | -------------------------- | -------------------------- |
| Num                        | Coureur                    | Pos                        |
| 81                         | Jefferson Cepeda (ECU)     |                            |
| 82                         | Mikel Nieve (ESP)          |                            |
| 83                         | Julen Amézqueta (ESP)      |                            |
| 84                         | David González López (ESP) |                            |
| 85                         | Calum Johnston (GBR)       |                            |
| 86                         | Jokin Murguialday (ESP)    |                            |
| 87                         | Yesid Pira (COL)           |                            |

| TotalEnergies TEN | TotalEnergies TEN        | TotalEnergies TEN |
| ----------------- | ------------------------ | ----------------- |
| Num               | Coureur                  | Pos               |
| 91                | Jérémy Cabot (FRA)       |                   |
| 92                | Víctor de la Parte (ESP) |                   |
| 93                | Fabien Grellier (FRA)    |                   |
| 94                | Alan Jousseaume (FRA)    |                   |
| 95                | Cristian Rodríguez (ESP) |                   |
| 96                | Julien Simon (FRA)       |                   |
| 97                | Geoffrey Soupe (FRA)     |                   |

| B&B Hotels-KTM BBK | B&B Hotels-KTM BBK          | B&B Hotels-KTM BBK |
| ------------------ | --------------------------- | ------------------ |
| Num                | Coureur                     | Pos                |
| 101                | Thibault Ferasse (FRA)      |                    |
| 102                | Cyril Gautier (FRA)         |                    |
| 103                | Jonathan Hivert (FRA)       |                    |
| 104                | Victor Koretzky (FRA)       |                    |
| 105                | Eliot Lietaer (BEL)         |                    |
| 106                | Pierre Rolland (FRA)        |                    |
| 107                | Sebastian Schönberger (AUT) |                    |

| Equipo Kern Pharma EKP | Equipo Kern Pharma EKP | Equipo Kern Pharma EKP |
| ---------------------- | ---------------------- | ---------------------- |
| Num                    | Coureur                | Pos                    |
| 111                    | José Félix Parra (ESP) |                        |
| 112                    | Jon Agirre (ESP)       |                        |
| 113                    | Jaime Castrillo (ESP)  |                        |
| 114                    | Daniel Méndez (COL)    |                        |
| 115                    | Jordi López (ESP)      |                        |
| 116                    | Álex Jaime (ESP)       |                        |
| 117                    | Diego López (ESP)      |                        |

| Uno-X Pro Cycling Team UXT | Uno-X Pro Cycling Team UXT | Uno-X Pro Cycling Team UXT |
| -------------------------- | -------------------------- | -------------------------- |
| Num                        | Coureur                    | Pos                        |
| 121                        | Anders Johannessen (NOR)   |                            |
| 122                        | Jacob Hindsgaul (DEN)      |                            |
| 123                        | Ådne Holter (NOR)          |                            |
| 124                        | Sindre Kulset (NOR)        |                            |
| 125                        | Kristian Kulset (NOR)      |                            |
| 126                        | Fredrik Dversnes (NOR)     |                            |
| 127                        | Syver Wærsted (NOR)        |                            |

| Burgos-BH BBH | Burgos-BH BBH            | Burgos-BH BBH |
| ------------- | ------------------------ | ------------- |
| Num           | Coureur                  | Pos           |
| 131           | Daniel Navarro (ESP)     |               |
| 132           | Ander Okamika (ESP)      |               |
| 133           | Pelayo Sánchez (ESP)     |               |
| 134           | Mario Aparicio (ESP)     |               |
| 135           | Adrià Moreno (ESP)       |               |
| 136           | Óscar Cabedo (ESP)       |               |
| 137           | Victor Langellotti (MON) |               |

| Saint Michel-Auber 93 AUB | Saint Michel-Auber 93 AUB  | Saint Michel-Auber 93 AUB |
| ------------------------- | -------------------------- | ------------------------- |
| Num                       | Coureur                    | Pos                       |
| 141                       | Romain Cardis (FRA)        |                           |
| 142                       | Nicolas Debeaumarché (FRA) |                           |
| 143                       | Stéphane Rossetto (FRA)    |                           |
| 144                       | Joris Delbove (FRA)        |                           |
| 145                       | Anthony Maldonado (FRA)    |                           |
| 146                       | Yoann Paillot (FRA)        |                           |
| 147                       | Flavien Maurelet (FRA)     |                           |

| Go Sport-Roubaix Lille Métropole GRL | Go Sport-Roubaix Lille Métropole GRL | Go Sport-Roubaix Lille Métropole GRL |
| ------------------------------------ | ------------------------------------ | ------------------------------------ |
| Num                                  | Coureur                              | Pos                                  |
| 151                                  | Clément Carisey (FRA)                |                                      |
| 152                                  | Thomas Denis (FRA)                   |                                      |
| 153                                  | Jérémy Leveau (FRA)                  |                                      |
| 154                                  | Tom Mainguenaud (FRA)                |                                      |
| 155                                  | Evaldas Šiškevičius (LTU)            |                                      |

| Team U Nantes Atlantique 194 | Team U Nantes Atlantique 194  | Team U Nantes Atlantique 194 |
| ---------------------------- | ----------------------------- | ---------------------------- |
| Num                          | Coureur                       | Pos                          |
| 161                          | Louis Barré (FRA)             |                              |
| 162                          | Jordan Jegat (FRA)            |                              |
| 163                          | Yaël Joalland (FRA)           |                              |
| 164                          | Mathias Le Turnier (FRA)      |                              |
| 165                          | Axel Mariault (FRA)           |                              |
| 166                          | Louis Richard (FRA)           |                              |
| 167                          | Florian Richard Andrade (FRA) |                              |

| Nice Métropole Côte d'Azur NMC | Nice Métropole Côte d'Azur NMC | Nice Métropole Côte d'Azur NMC |
| ------------------------------ | ------------------------------ | ------------------------------ |
| Num                            | Coureur                        | Pos                            |
| 181                            | Antoine Berlin (MON)           |                                |
| 182                            | Julien Amadori (FRA)           |                                |
| 183                            | Édouard Bonnefoix (FRA)        |                                |
| 184                            | Jonathan Couanon (FRA)         |                                |
| 185                            | Tristan Delacroix (FRA)        |                                |
| 186                            | Paul Hennequin (FRA)           |                                |
| 187                            | Andrea Mifsud                  |                                |

| EF Education-EasyPost EFE | EF Education-EasyPost EFE | EF Education-EasyPost EFE |
| ------------------------- | ------------------------- | ------------------------- |
| Num                       | Coureur                   | Pos                       |
| 191                       | Diego Camargo (COL)       |                           |
| 192                       | Simon Carr (GBR)          |                           |
| 193                       | Esteban Chaves (COL)      |                           |
| 194                       | Ruben Guerreiro (POR)     |                           |
| 195                       | Merhawi Kudus (ERI)       |                           |
| 196                       | Georg Steinhauser (GER)   |                           |
| 197                       | Łukasz Wiśniowski (POL)   |                           |

## Droits de diffusion
Les deux courses, masculine et féminine, sont diffusées en directe par la chaîne l'équipe, à partir de 11 h 0, le 14 juin 2022.